# Liste der Bodendenkmäler in Niederkrüchten
Die Liste der Bodendenkmäler in Niederkrüchten enthält die denkmalgeschützten unterirdischen baulichen Anlagen, Reste oberirdischer baulicher Anlagen, Zeugnisse tierischen und pflanzlichen Lebens und paläontologischen Reste auf dem Gebiet der Gemeinde Niederkrüchten im Kreis Viersen in Nordrhein-Westfalen (Stand: März 2018). Diese Bodendenkmäler sind in Teil B der Denkmalliste der Gemeinde Niederkrüchten eingetragen; Grundlage für die Aufnahme ist das Denkmalschutzgesetz Nordrhein-Westfalen (DSchG NRW).

## Liste der Bodendenkmäler
| Bild | Bezeichnung                                             | Lage                                     | Beschreibung | Bauzeit | Eingetragen seit | Denkmal- nummer |
| ---- | ------------------------------------------------------- | ---------------------------------------- | ------------ | ------- | ---------------- | --------------- |
|      | Flachsröste                                             | Niederkrüchten                           |              |         | 11.01.1985       | 1               |
|      | Töpfereihalde                                           | Overhetfeld Dorfstraße                   |              |         | 28.08.1991       | 2               |
|      | Landwehr Varbrook, VIE 58 b                             | Silverbeek Steinstraße                   |              |         | 18.03.1997       | 3               |
|      | Landwehr Varbrook, VIE 58 a                             | Silverbeek Steinstraße                   |              |         | 07.05.1997       | 4               |
|      | Galgenplatz, Galgenring, VIE 013                        | Heyen Heyener Busch                      |              |         | 22.02.2002       | 5               |
|      | Grabhügelfeld, VIE 015                                  | Elmpter Wald verlängerte Alte Zollstraße |              |         | 22.02.2002       | 6               |
|      | Grabhügel, VIE 059                                      | Elmpter Wald                             |              |         | 22.02.2002       | 7               |
|      | Grabhügelgruppe, VIE 060                                | Overhetfeld                              |              |         | 22.02.2002       | 8               |
|      | Töpfereihalde, VIE 093                                  | In gen Rae                               |              |         | 22.02.2002       | 9               |
|      | Flachsrösten, Flachsfaulgruben (35 Gruben), VIE 107     | Brempt                                   |              |         | 22.02.2002       | 10              |
|      | Panzergraben, Schützengräben, Bunker, Westwall, VIE 125 | Elmpter Wald                             |              |         | 13.09.2005       | 11              |
|      | Bunker Blonderath, VIE 126                              | Blonderath Blonderath 9                  |              |         | 08.12.2005       | 12              |
|      | Motte Haus Brempt, VIE 24                               | Brempt An den Tonwerken                  |              |         | 09.03.2017       | 13              |
|      | Wallanlage Eisenzeit bis Frühkaiserzeit, VIE 164        |                                          |              |         |                  | 14              |